# Kaempferia ovalifolia
Kaempferia ovalifolia là một loài thực vật có hoa trong họ Gừng. Loài này được Roxb. mô tả khoa học đầu tiên năm 1820.